# Medicine River
Medicine River är ett vattendrag i Kanada.   Det ligger i provinsen Alberta, i den centrala delen av landet, 2 900 km väster om huvudstaden Ottawa.
Trakten runt Medicine River består till största delen av jordbruksmark. Runt Medicine River är det mycket glesbefolkat, med 5 invånare per kvadratkilometer.